# 格里亞季
50°43′51″N 24°13′55″E / 50.73083°N 24.23194°E
格里亞季（烏克蘭語：Гряди），是烏克蘭的村落，位於該國西部沃倫州，由沃洛德米爾區負責管轄，始建於1946年，面積11.8平方公里，海拔高度228米，2001年人口780，人口密度每平方公里66.1人。